# ラモン・カブレラ (野球)
ラモン・サルバドール・カブレラ（Ramón Salvador Cabrera、1989年11月5日 - ）は、 ベネズエラ・ミランダ州カラカス出身のプロ野球選手（捕手）。右投両打。
元メジャーリーガーで、NPBの西武ライオンズなどでもプレーしたアレックス・カブレラを父に持つ。

## 経歴

### プロ入りとパイレーツ傘下時代
2008年4月11日にピッツバーグ・パイレーツと契約してプロ入り。この年は傘下のルーキー級ベネズエラン・サマーリーグ・パイレーツでプロデビューし、56試合に出場して打率.264・3本塁打・22打点・5盗塁の成績を残した。
2009年はルーキー級ベネズエラン・サマーリーグ・パイレーツとルーキー級ガルフ・コーストリーグ・パイレーツの2球団合計で57試合に出場し、打率.299・3本塁打・35打点・3盗塁の成績を残した。
2010年はA級ウェストバージニア・パワーで90試合に出場し、打率.269・1本塁打・40打点・3盗塁の成績を残した。
2011年はA+級ブレイデントン・マローダーズで92試合に出場し、打率.343・3本塁打・53打点・5盗塁の成績で、フロリダ・ステートリーグの首位打者を獲得した。
2012年はAA級アルトゥーナ・カーブとAAA級インディアナポリス・インディアンスの2球団合計で113試合に出場し、打率.278・3本塁打・50打点の成績を残した。オフの11月20日に40人枠入りした。

### タイガース傘下時代
2012年12月5日にアンディ・オリバーとのトレードで、デトロイト・タイガースへ移籍した。
2013年は傘下のAA級エリー・シーウルブズとAAA級トレド・マッドヘンズの2球団合計で123試合に出場し、打率.284・1本塁打・69打点・4盗塁の成績を残した。

### パイレーツ傘下復帰
2014年8月13日にウェイバー公示を経てパイレーツへ移籍した。オフの11月24日に自由契約となった。

### レッズ時代

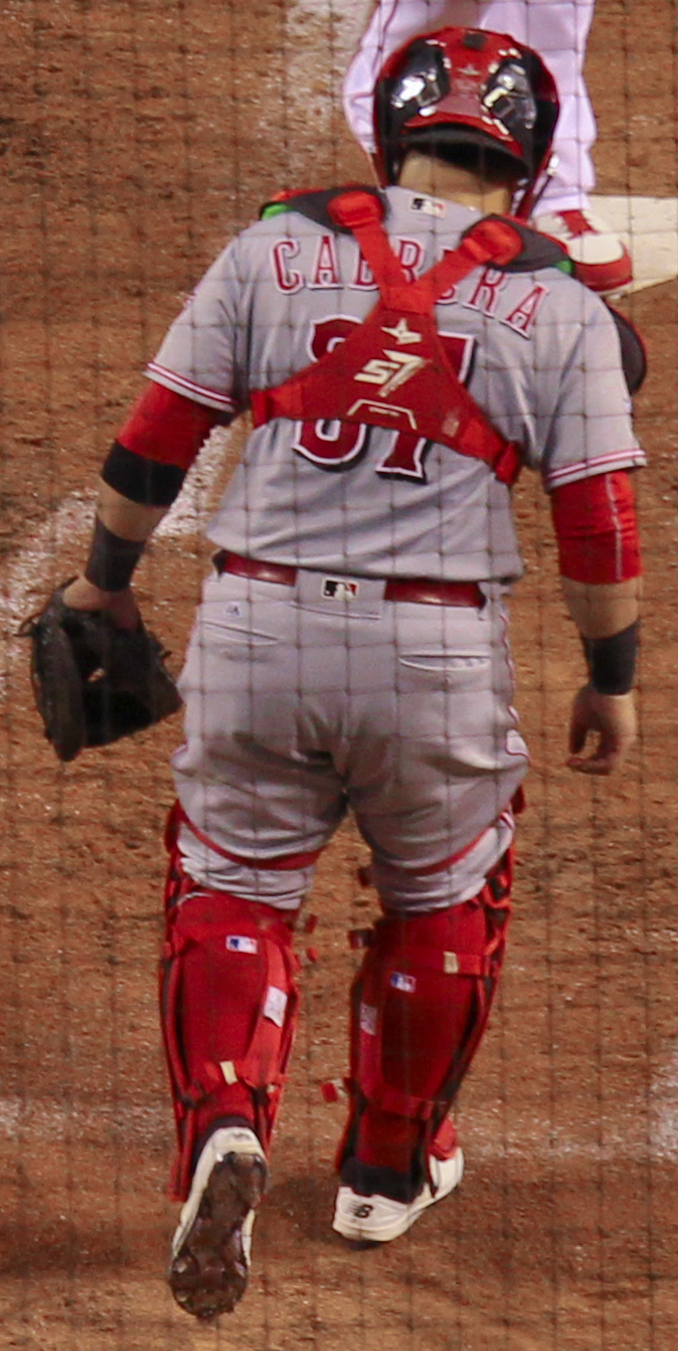
シンシナティ・レッズ時代
(2016年8月29日)

2014年12月9日にシンシナティ・レッズとマイナー契約を結んだ。
2015年は傘下のAAA級ルイビル・バッツで86試合に出場し、打率.290・2本塁打・35打点・1盗塁の成績を残した。9月1日にロースター拡大により、メジャー契約を結んで昇格した。9月5日のミルウォーキー・ブルワーズ戦でメジャーデビューを果たし、この年は13試合に出場して打率.367・1本塁打・3打点の成績を残した。
2016年は控え捕手として61試合に出場し、打率.246・3本塁打・23打点・1盗塁の成績を残した。オフの11月28日にDFAとなり、12月2日に自由契約となった。

### マーリンズ傘下時代
2017年1月12日、マイアミ・マーリンズとマイナー契約を結び、同年のスプリングトレーニングに招待選手として参加することになった。

### ダックス時代
2018年5月14日、独立リーグのアトランティック・リーグに所属するロングアイランド・ダックスと契約を結んだ。2019年4月8日にダックスがカブレラと再契約をしたことを発表。2020年1月27日にダックスと再契約したことが発表された。

### 茨城時代
2021年1月10日、ベースボール・チャレンジ・リーグの茨城アストロプラネッツと契約に合意したことが報道された。1月12日に球団から正式に発表された。茨城球団GMを務める色川冬馬は「打力があり、キャッチャー、ファースト、DHをできる選手がいれば、チーム全体が大きく変わるという状況」でそれにかなう選手としてカブレラを見つけ、知人の紹介から契約に至ったと述べている。チームへの合流は開幕後の5月8日となった。茨城では47試合に出場し、打率.263、本塁打4、打点26の成績だった。シーズン終了後の10月21日に退団が発表された。GMの色川は、独立リーグの厳しい環境に身を置いても決して弱音を吐かない上に、投手に対して上のステージに行くために必要なアドバイスを惜しまなかったカブレラを「鋼のメンタル」を持つ「本当のプロ」と述べ、セサル・バルガスやダリエル・アルバレスとともにチームに好影響を残したと評価した。

### 北九州時代
2022年3月2日、九州アジアリーグの福岡北九州フェニックスが、選手兼任バッテリーコーチとしてカブレラの入団を発表した。同年よりリーグに加入した北九州の開幕戦（3月20日、対火の国サラマンダーズ）では、公式戦でのチーム初安打を記録した。捕手、指名打者、一塁手として68試合に出場し、リーグ史上最高の打率.332を記録して首位打者を獲得したほか、リーグ3位となる8本塁打も記録した。シーズン終了後の9月30日に、今シーズンでの退団（自由契約）が発表された。

## 詳細情報

### 年度別打撃成績
| 年 度    | 球 団    | 試 合 | 打 席 | 打 数 | 得 点 | 安 打 | 二 塁 打 | 三 塁 打 | 本 塁 打 | 塁 打 | 打 点 | 盗 塁 | 盗 塁 死 | 犠 打 | 犠 飛 | 四 球 | 敬 遠 | 死 球 | 三 振 | 併 殺 打 | 打 率 | 出 塁 率 | 長 打 率 | O P S |
| -------- | -------- | ----- | ----- | ----- | ----- | ----- | -------- | -------- | -------- | ----- | ----- | ----- | -------- | ----- | ----- | ----- | ----- | ----- | ----- | -------- | ----- | -------- | -------- | ----- |
| 2015     | CIN      | 13    | 30    | 30    | 4     | 11    | 1        | 0        | 1        | 15    | 3     | 0     | 0        | 0     | 0     | 0     | 0     | 0     | 5     | 1        | .367  | .367     | .500     | .867  |
| 2016     | CIN      | 61    | 185   | 171   | 11    | 42    | 10       | 0        | 3        | 61    | 23    | 1     | 1        | 2     | 3     | 8     | 1     | 1     | 30    | 5        | .246  | .279     | .357     | .635  |
| MLB：2年 | MLB：2年 | 74    | 215   | 201   | 15    | 53    | 11       | 0        | 4        | 76    | 26    | 1     | 1        | 2     | 3     | 8     | 1     | 1     | 35    | 6        | .264  | .291     | .378     | .669  |

- 2022年度シーズン終了時

### 年度別守備成績
| 年 度 | 球 団 | 捕手（C） | 捕手（C） | 捕手（C） | 捕手（C） | 捕手（C） | 捕手（C） | 捕手（C） | 捕手（C） | 捕手（C） | 捕手（C） |
| 年 度 | 球 団 | 試 合     | 刺 殺     | 補 殺     | 失 策     | 併 殺     | 守 備 率  | 捕 逸     | 許 盗 塁  | 盗 塁 刺  | 阻 止 率  |
| ----- | ----- | --------- | --------- | --------- | --------- | --------- | --------- | --------- | --------- | --------- | --------- |
| 2015  | CIN   | 8         | 41        | 5         | 0         | 0         | 1.000     | 0         | 2         | 3         | .600      |
| 2016  | CIN   | 48        | 333       | 17        | 4         | 2         | .989      | 2         | 31        | 8         | .205      |
| 通算  | 通算  | 56        | 374       | 22        | 4         | 2         | .990      | 2         | 33        | 11        | .250      |

- 2022年度シーズン終了時

### 日本独立リーグでの年度別打撃成績
| 年 度    | 球 団    | 試 合 | 打 席 | 打 数 | 得 点 | 安 打 | 二 塁 打 | 三 塁 打 | 本 塁 打 | 塁 打 | 打 点 | 盗 塁 | 盗 塁 死 | 犠 打 | 犠 飛 | 四 球 | 敬 遠 | 死 球 | 三 振 | 併 殺 打 | 打 率 | 出 塁 率 | 長 打 率 | O P S |
| -------- | -------- | ----- | ----- | ----- | ----- | ----- | -------- | -------- | -------- | ----- | ----- | ----- | -------- | ----- | ----- | ----- | ----- | ----- | ----- | -------- | ----- | -------- | -------- | ----- |
| 2021     | 茨城     | 47    | 196   | 186   | 19    | 49    | 9        | 0        | 4        | 70    | 26    | 0     | 0        | 0     | 0     | 7     | -     | 3     | 30    | 10       | .263  | .301     | .376     | .677  |
| 2022     | 北九州   | 68    | 274   | 253   | 29    | 84    | 17       | 0        | 8        | 125   | 50    | 0     | 0        | 0     | 0     | 18    | -     | 3     | 26    | 11       | .332  | .383     | .494     | .877  |
| BCL：1年 | BCL：1年 | 47    | 196   | 186   | 19    | 49    | 9        | 0        | 4        | 70    | 26    | 0     | 0        | 0     | 0     | 7     | -     | 3     | 30    | 10       | .263  | .301     | .376     | .677  |
| KAL：1年 | KAL：1年 | 68    | 274   | 253   | 29    | 84    | 17       | 0        | 8        | 125   | 50    | 0     | 0        | 0     | 0     | 18    | -     | 3     | 26    | 11       | .332  | .383     | .494     | .877  |

- 各年度の赤太字はリーグ歴代最高、太字はリーグ最高

### 背番号
- 67 (2015年)
- 37 (2016年)
- 38 (2021年 - 2022年)